# В'язинка (Вілейський район)
В'язинка (біл. вёска В'язинка) — село в складі Вілейського району Мінської області, Білорусь. Село підпорядковане В'язинській сільській раді, розташоване в північній частині області.